# Запис липа код цркве (Доње Штипље)
Запис липа код цркве (Доње Штипље) се налази на парцели чији је власник Српска православна црква - Православна епархија шумадијска - Црквена општина доњо-штипљанска.

## Локација
| Општина             | Јагодина                                                                    |
| Катастарска општина | Доње Штипље                                                                 |
| Потес               | Село                                                                        |
| Координате          | 44° 00′ 14″ С; 21° 10′ 07″ И / 44.003999999999998° С; 21.168500000000002° И |
| Надморска висина    | 234m                                                                        |

## Карактеристике
Дендрометријске вредности утврђене на терену и сателитским снимцима:
| Стабло                     | Липа |
| Висина стабла              | m    |
| Обим дебла                 | m    |
| Пречник крошње             | 16m  |
| Пречник дебла              | m    |
| Висина дебла до прве гране | m    |

## База записа
Запис је у оквиру Викимедија пројекта "Запис - Свето дрво" заведен под редним бројем 0259.